# Otto Lindström

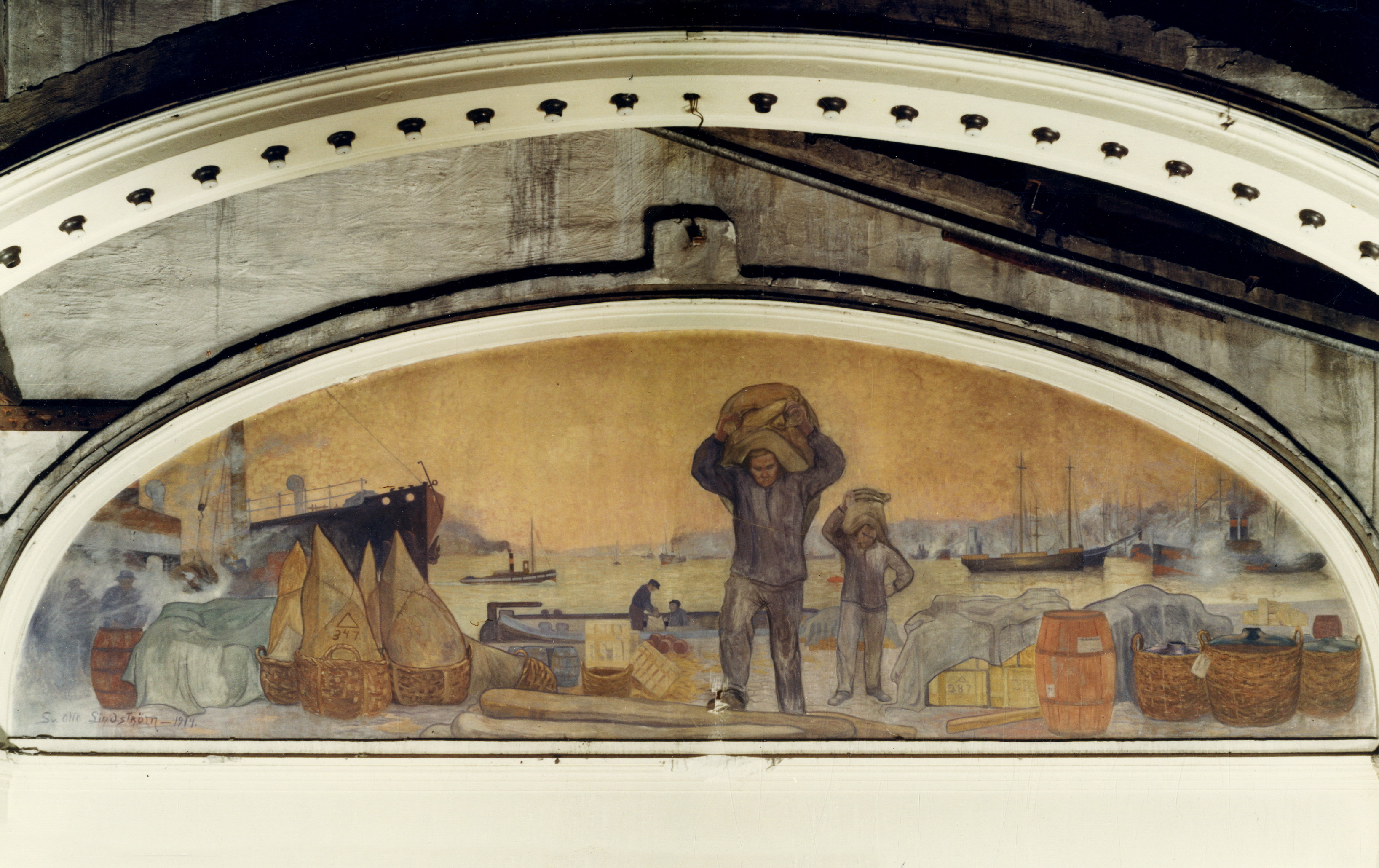
Väggmålning i Nya Banken, 1917.

Sven Otto Lindström, född 25 augusti 1883 i Stockholm, död 1 september 1932 i Stockholm, var en svensk målare, tecknare och etsare.
Hans föräldrar var sadelmakaren Otto Bernhard Lindström och Elvira Johanna Thulin. Han studerade vid Althins målarskola 1900–1902 och vid Konstakademien 1902–1903. Han fortsatte sedan sina studier vid Académie Colarossi i Paris 1903–1904. Han gjorde studieresor till Tyskland, Österrike och Italien 1904–1905. Han var senare under en följd av år bosatt och verksam på olika platser i Frankrike.
Otto Lindström målade impressionistiska landskap och mariner med motiv från Normandies och Bretagnes kuster och Stockholms skärgård. Han gjorde torrnålsgravyrer och etsningar.
År 1913 gjorde han en nationalromantisk väggmålning med vikingaskepp i Svenska kyrkans föreläsningssal.
Lindström är representerad vid bland annat Moderna museet. Han är begravd på Norra begravningsplatsen utanför Stockholm.